# Travis Dickerson
Travis Dickerson (Míchigan) es un músico y productor estadounidense, más conocido por su trabajo con Buckethead y Viggo Mortensen. También dirige TDRSmusic, un estudio de grabación con su propio sello discográfico que ha grabado y lanzado álbumes de Bill Laswell, Jethro Tull, Linda Ronstadt y Vince DiColla. A Dickerson se le puede oír tocando el teclado en muchos de los álbumes que ha grabado o producido.

## Vida y trabajo
Nació y se crio en el estado de Míchigan, donde su padre, Burton Dickerson, fue un maestro de arte en la Universidad Central de Míchigan. Cuando Travis tenía 10 años, su padre le cambió una pintura por un viejo piano que lo inició en la música.
Junto con sus hermanos, a muy temprana edad realizó algunos experimentos musicales, primeras grabaciones y más tarde se mudó a Los Ángeles, donde conoció a la banda de punk X. En su nuevo estudio en Chatsworth se grabaron varios lanzamientos de la banda así como algunos proyectos en solitario. La cantante Exene Cervenka presentó a Dickerson a Viggo Mortensen, empezando una larga amistad. Casi todos los álbumes de Mortensen se han grabado o distribuido por TDRS desde entonces.
En 1994, Dickerson tocó los teclados en la Feria del Condado de 2000, un álbum de Phil Alvin (The Blasters) y en 1998 apareció en el álbum Shocking Pink Banana Seat de la cantante y compositora Susan James. También escribió las notas para la antología Beyond and Back de la banda X en 1997.
Buckethead y Dickerson se conocieron en San Francisco, y Buckethead estando decepcionado de los sellos discográficos importantes encontró un nuevo hogar para sus muchos lanzamientos en TDRSmusic. Dickerson tocó los teclados en varias grabaciones de Buckethead y en 2001 formaron Thanatopsis, una banda que combina jazz y estilos de rock.